# Nio (Heft)
Die Nio sind Hefte an indonesischen Messern und Schwertern, die aus Nias stammen.
„Nio“ ist das in Indonesien gebräuchliche Wort für Heft. Das Material ist in den meisten Fällen Holz und an der Klingenseite ist eine metallene Heftzwinge angebracht, die einfach gestaltet, oder prunkvoll verziert ist. Hefte aus Elfenbein, Horn oder Knochen sind seltener. Es gibt unterschiedliche Versionen.

## Hefttypen
Niobawa Lawolo
Der Niobawa Lawolo ist in der Form eines „Lasara“-Kopfes (eine indonesische Mythenfigur) geschnitzt. Er ist mit einem offenen Maul, Zähnen und einer „Bekhu“-Figur (indon. „böser Geist“), die im Genick des Kopfes liegt ausgestattet. Man findet diese Heftart am häufigsten in der Nias-Region. Es gibt viele, verschiedene Versionen die realistisch oder abstrakt gestaltet sind.
Nioasu Buwuna
Der Nioasu Buwuna ist eine Version des „Lasara“-Kopfes aus Süd-Nias. Bei diesem ist die „Bekhu“-Figur nicht vorhanden.
Niobawa Bae
Der Niobawa Bae ist in der Form eines Affenkopfes mit offenem Maul geschnitzt. Auch bei dieser Version befindet sich oft eine „Bekhu“-Figur im Genick des Affenkopfes. Durch das geöffnete Maul und die sichtbaren Zähne erweckt er einen aggressiven Eindruck. Im Glauben der Indonesier bietet der geschnitzte Affenkopf eine höhere Geschwindigkeit im Kampf.
Niolo Gari
Der Niolo Gari stellt eine sehr stilisierte Abbildung eines „Lasara“ (indon. „böser Geist“) dar. Es endet in einem weit geöffneten Maul in V-Form. Die Augen des „Lasara“ sind an den Mundwinkeln des Kopfes positioniert. Aus dem Maul ragt eine gebogene Metallzunge heraus, die am Ende umgebogen ist. Die seltenen Schwerter, die mit diesem Hefttyp versehen sind, werden „Gari“ genannt und sind nur Häuptlingen vorbehalten, und symbolisieren den hohen Status seiner Träger.
Niofo M'bowaja
Der Niofo M'bowaja ist eine Heftversion aus Nord-Nias (ohne Abbildung).
Niofabawa Lawolo
Der Niofabawa Lawolo stammt aus Süd-Nias. und besteht aus Messing oder Bronze. Er hat die Form eines sehr stilisierten Tierkopfes. Der Knauf endet in einem v-förmigen Maul das mit einigen scharfen Spitzen versehen ist, die die Zähne des Tieres darstellen.
Niotaka Waena
Der Niotaka Waena (indon. Griff wie eine Schwalbe) stammt aus Süd-Nias. Die Lippen des „Lasara“-Mundes sind stilisiert, flach und zurückweichend dargestellt.
Nioto Lutolu
Der Nioto Lutolu (indon. Griff in der Form eines Käfers). Die flachen, zurückgezogenen Seiten des Heftes sind den Flügeln eines fliegenden Insektes nachgebildet und sollen dem Schwert im Kampf Geschwindigkeit verleihen.
Niokawa Kawa
Der Niokawa Kawa (indon. ein Griff in der Form eines Schmetterlings). Er vereinigt die Formen des Niotaka Waena und des Nioto Lotulo. Er stellt eine Motte (Nachttier) dar. Es soll den Träger bei nächtlichen Angriffen unhörbar machen.
Niobu Kaka
Der Niobu Kaka hat die stilisierte Form eines Vogelkopfes. Er wird ausschließlich aus Bronze oder Messing hergestellt und ähnelt dem Heft des Kris.
Niowoli Woli
Der Niowoli Woli hat die Form eines zusammengerollten Farnblattes. Man findet diese Form meist an kleineren Messern, die ursprünglich dazu gedacht sind „Pinang“-Nüsse zu schneiden, jedoch auch als Waffe dienen.
Nioloa Uma auch Nio Bawa Mune
Der Nioloa Uma wird als "in der Form eines konvexen Hammers" beschrieben. Sie treten nur in Zusammenhang mit importiertem Elfenbein auf und sind oft rötlich eingefärbt. Man findet diese Heftform oft am Si Euli, dem "Saboa Io"" aus Nord-Nias und dem "Balato Ninifoio" aus Süd-Nias. Diese Dolche scheinen eine Kombination des Rencong und des Sewar aus Aceh zu sein.
Niodanga Wana
Der Niodanga Wana ist ein sehr einfacher, starrer und stilisiertes, hölzerner Heft. Er hat die Form eines Pistolenknaufes. Man findet ihn oft am „Saboa Io“, dem „Balatu Nifoio“ und an kleineren Messern zur Arbeit.

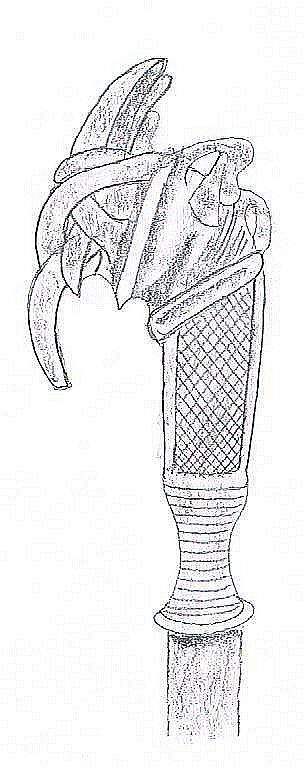
Niobawa Lawolo
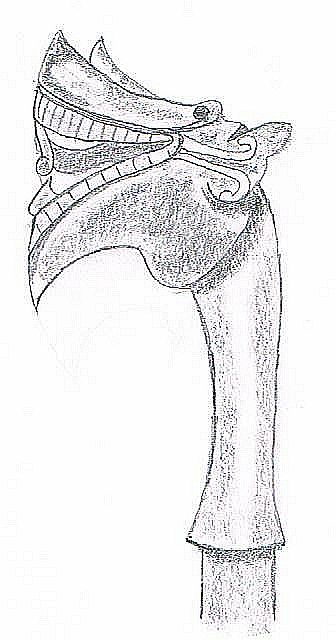
Nioasu Buwuna
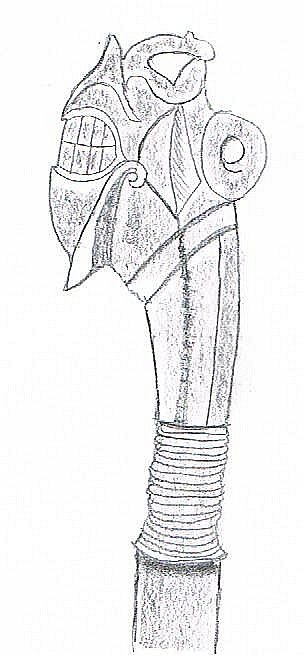
Niobawa Bae
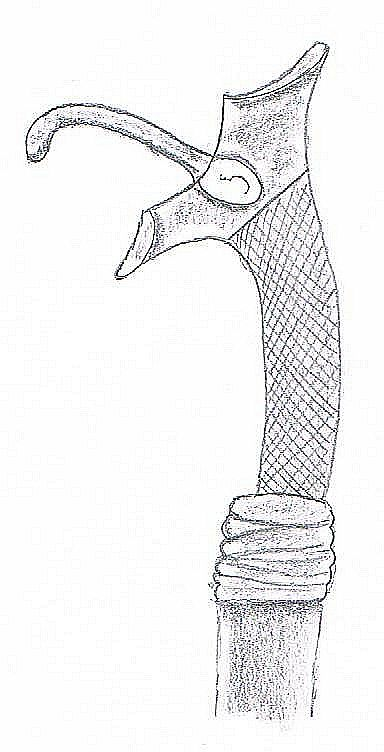
Niolo Gari
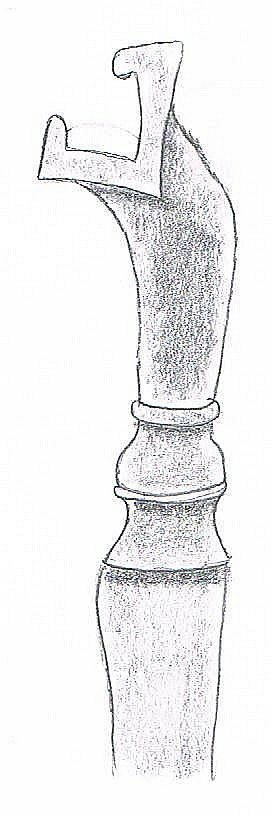
Niofabawa Lawolo
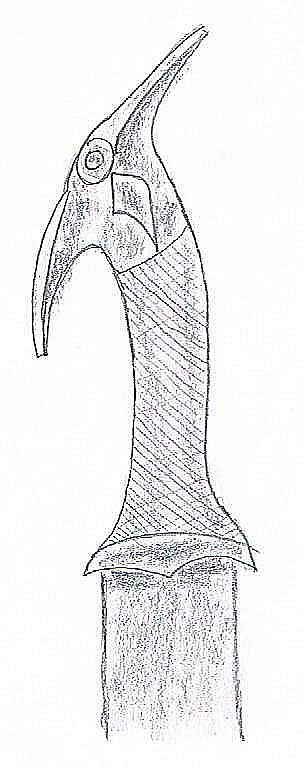
Niotaka Waena
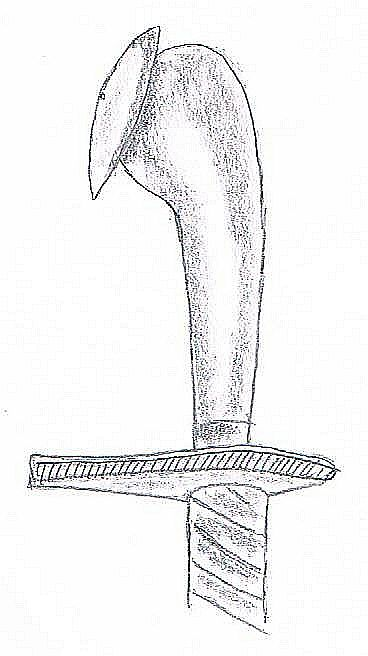
Nioto Lutolu
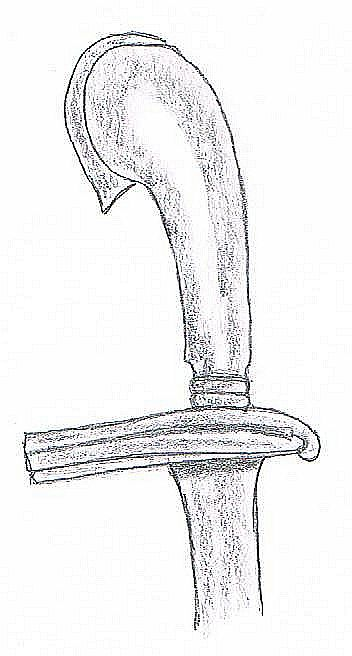
Niobu Kaka
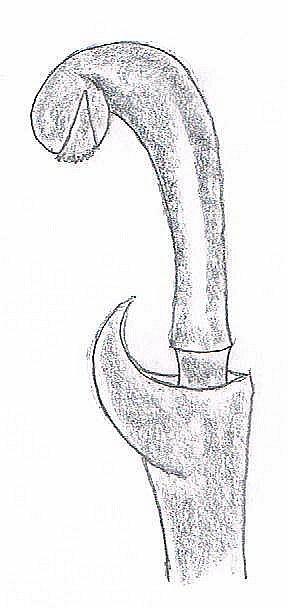
Niowoli Woli
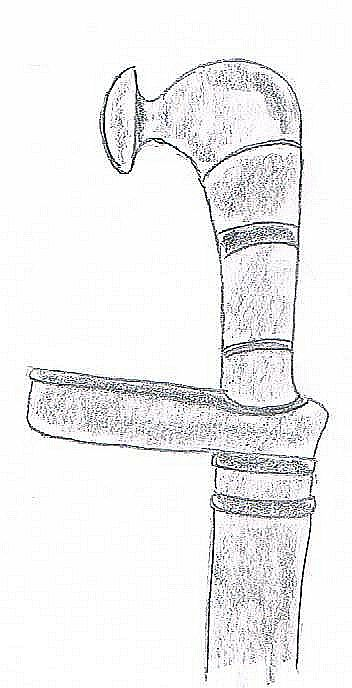
Nioloa Uma
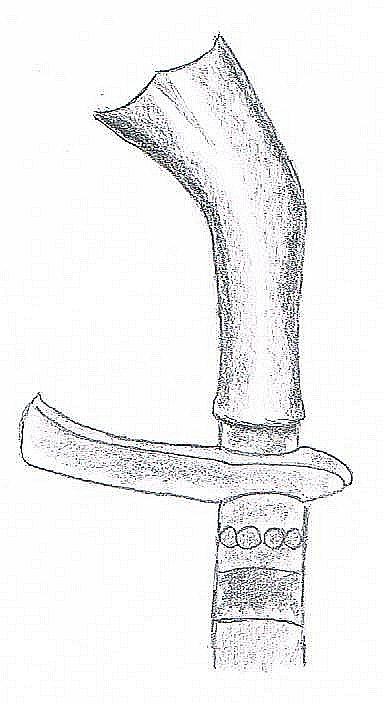
Niodanga Wana